# Notacja muzyczna

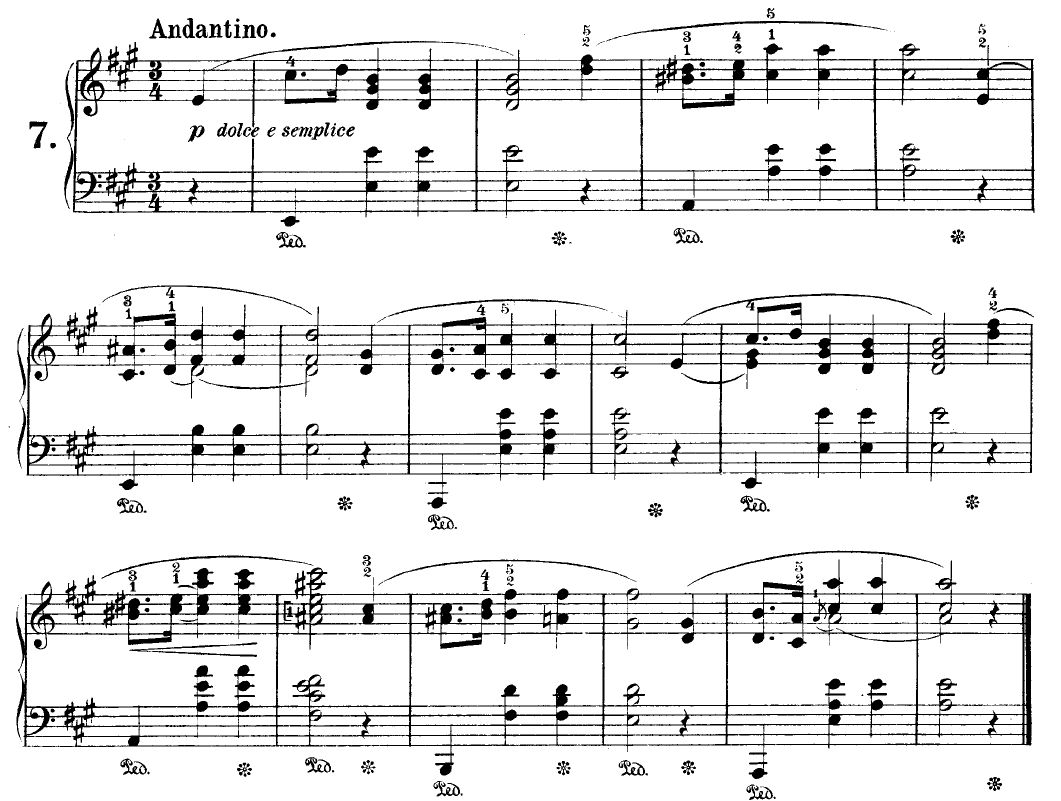
Przykład notacji nowożytnej (Chopin – Preludium A-dur op. 28 nr 7)

Notacja muzyczna (inaczej pismo nutowe, zapis nutowy) – symboliczny język, za pomocą którego można zapisać niemal wszystkie cechy dźwięków muzycznych, rytmiki, melodii, harmonii, dynamiki oraz artykulacji.
W skład współcześnie używanej (od ok. XVIII/XIX w.) notacji wchodzą:
- pięciolinia
- klucze
- znaki chromatyczne
- nuty i pauzy
- jednostka metryczna
- oznaczenia tempa
- oznaczenia dynamiki
- oznaczenia artykulacji
- frazowania
- i inne dotyczące sposobu wykonania utworu (np. znaki powtórzenia)

## Historia
Długi proces rozwoju, który doprowadził do powstania współczesnej notacji muzycznej, można wywodzić od bezliniowej notacji cheironomicznej, która powstała przed VIII w. Jej geneza nie jest bliżej znana, wykształciła się prawdopodobnie przy chórach klasztornych. Służyła ona do zapisu pierwotnego chorału rzymskiego (gregoriańskiego). Znaki odzwierciedlały ruchy rąk kantora kierującego śpiewem, stąd też nazwa znaki cheironomiczne (z greckiego). Nie określały one dokładnie wysokości i czasu trwania dźwięków, a jedynie przybliżony zarys kierunku melodii. Notacja cheironomiczna obejmuje ponad 20 znaków; w różnych ośrodkach wykształciły się odmienne formy graficzne. 
Około 1000 r. notację cheironomiczną zastąpiła notacja diastematyczna, która określała wysokość dźwięków przez zróżnicowane wertykalnie rozmieszczenie neum in campo aperto (na polu bez linii). Później wprowadzono najpierw jedną linię koloru czerwonego, z czasem dodano drugą – niebieską. W XI w. Guido d’Arezzo wprowadził do pisma nutowego 4 linie. Nadal jednak nie określała ona stosunków rytmicznych. Istniały 2 typy graficzne notacji diastematycznej: neumy romańskie = nota quadrata (XII w. do dziś; na nich opiera się współczesna notacja chorałowa) i neumy gotyckie (XIII–XV w.). Oba te rodzaje notacji były używane do zapisu chorału gregoriańskiego, stanowiąc podstawę notacji chorałowej.
Z notacji chorałowej wywodzi się notacja modalna (patrz: Nuta), która rozwinęła się ok. r. 1175 w szkole Notre Dame ze znaków nota quadrata. Określała ona wyraźnie interwały między dźwiękami. Używała początkowo dwóch przybliżonych wartości rytmicznych, dwu- i trójdzielnych (imperfectio i perfectio): długą (longa) i krótką (brevis). Notacja modalna opierała się na 6 schematach rytmicznych (modi), wzorowanych na starogreckich stopach metrycznych; schematy te określały następstwo wartości rytmicznych.
Z notacji modalnej wykształciła się z kolei notacja menzuralna (ok. 1250–1600). Dotychczasowe zdobycze usystematyzował po r. 1300 Philippe de Vitry, ujmując wzajemne relacje wartości w ramach modus, tempus i prolatio. Notacja menzuralna określa dokładnie nie tylko interwały, ale też, za pomocą odpowiedniej formy graficznej nut, rytm, czyli wzajemny stosunek czasu trwania dźwięków (ich wartości rytmicznych), na zasadzie podziału trójdzielnego (perfectio) i dwudzielnego (imperfectio).
Stopniowo wzrastała liczba znaków określających wartości rytmiczne: ok. 1250 zaczęto używać semibrevis, a następnie dalszych drobnych wartości (ok. 1280, Petrus de Cruce).
W użyciu były 2 rodzaje notacji menzuralnej:
czarna (do 1450), z zaczernionymi główkami nut; jej 4 podstawowe wartości rytmiczne to:
- maxima lub duplex longa
- longa
- brevis
- semibrevis

biała (od 1450), w której zaczerniano tylko kontur nut (oprócz najmniejszych wartości rytmicznych). Około 1450 ustaliło się 8 wartości rytmicznych:
- maxima
- longa
- brevis
- semibrevis
- minima
- semiminima
- fusa lub chroma
- semifusa lub semichroma

Różnice między tymi dwoma systemami były niewielkie; w zasadzie polegały tylko na zaczernianiu wszystkich nut w pierwszym oraz pozostawianiu większych wartości nie zaczernionych w drugim systemie.
W notacji menzuralnej oprócz pojedynczych nut występowały ligatury, pauzy i oznaczenia dodatkowe, z których najważniejsze określają podział wartości brevis (tempus) i semibrevis (prolatio).
Ten typ notacji, udoskonalony w XVII w., był bezpośrednim punktem wyjścia dla współczesnej notacji muzycznej.
W XVII–XVIII w. notacja muzyczna przyjęła w zasadzie wygląd identyczny z notacją współczesną, choć znaczenie identycznych znaków graficznych (np. wartość kropki po nucie) jest w wielu wypadkach inne, niż w notacji współczesnej, co powoduje wiele nieporozumień w wykonawstwie muzyki tego okresu przez dzisiejszych muzyków, którzy tych różnic nie znają.

## Inne sposoby notacji muzycznej
- diagram akordu
- tabulatura
- izografia